# Toʻrtkoʻl
Toʻrtkoʻl (karak. Tórtkúl / Төрткүл, uzb. Toʻrtkoʻl / Тўрткўл, ros. Турткуль, Turtkul) – miasto w Uzbekistanie, jedno z najstarszych w regionie Karakałpacji, założone w 1873 roku. W latach 1932–1939 było stolicą tej prowincji.